# Bible leskovecko-drážďanská
Bible leskovecko-drážďanská (někdy též Bible leskovecká nebo Bible drážďanská) je nejstarší známá česká Bible. Své jméno má podle místa, kde byla uchovávána, totiž v Drážďanech. Tato bible se datovala obvykle do roku 1360 (toto datum se zakládá na dataci iluminací, které pocházejí z dílny Brevíře velmistra Lva z roku 1356). Textově se řadí do první redakce staročeského překladu Bible.
Označení „leskovecká“ má tato bible podle rodu Leskovců, v němž se po dlouhou dobu uchovávala, než se dostala (neznámo jak) do Drážďan. Papírový list na přídeští z převazby knihy z roku 1596 (nákladem paní Anny Šlejnicové z Leskovce) praví, že tato kniha Starého i Nového zákona, na pergameně psána, v níž se nemůže najít, kdy, kterého léta se začala psáti i také dokonala; než taková zpráva a paměť ještě se mezi lidmi připomíná, že by ji jedna panna z rodu pánův Leskovcův vlastní rukou psáti měla, kteráž těch časů do kláštera se oddala, ano i v tom náboženství svůj život dokonala… Patrně tedy tato bible pocházela z některého z ženských klášterů a za husitských válek se dostala do vlastnictví rodu Leskovců.
Bible drážďansko-leskovecká byla psána na pergamenu, psalo ji celkem sedm písařů, jak je možno zjistit z analýzy pravopisu a paleografie.
Drážďanskou bibli studoval v roce 1795 Josef Dobrovský a napsal o ní studii Über den ersten Text der böhmischen Bibleübersetzung. Datoval tuto bibli do let 1390-1410.

## Dochované fragmenty
Drážďanská bible se nedochovala, neboť shořela při invazi německých vojsk za 1. světové války v červenci 1914 v belgické Lovani. Přesto se zachovala jednak Dobrovského studie, dále paleografický opis čtyř evangelií, Tóbijáše, žaltáře s dodatky a úryvků epištol, Skutků apoštolů a Janova zjevení od jezuity Josefa Vraštila. Kromě Vraštilových opisů existují i fotografie cca třetiny bible, které Vraštilův jezuitský kolega de Ghellinck stihl pořídit těsně před tím, než rukopis shořel v lovaňské univerzitní knihovně, kam ho de Ghellinck vrátil ze strachu před blížící se frontou. Paradoxně, zatímco jezuitská kolej zůstala uchráněna, univerzitní knihovna vyhořela a s ní zmizela i Bible drážďanská.

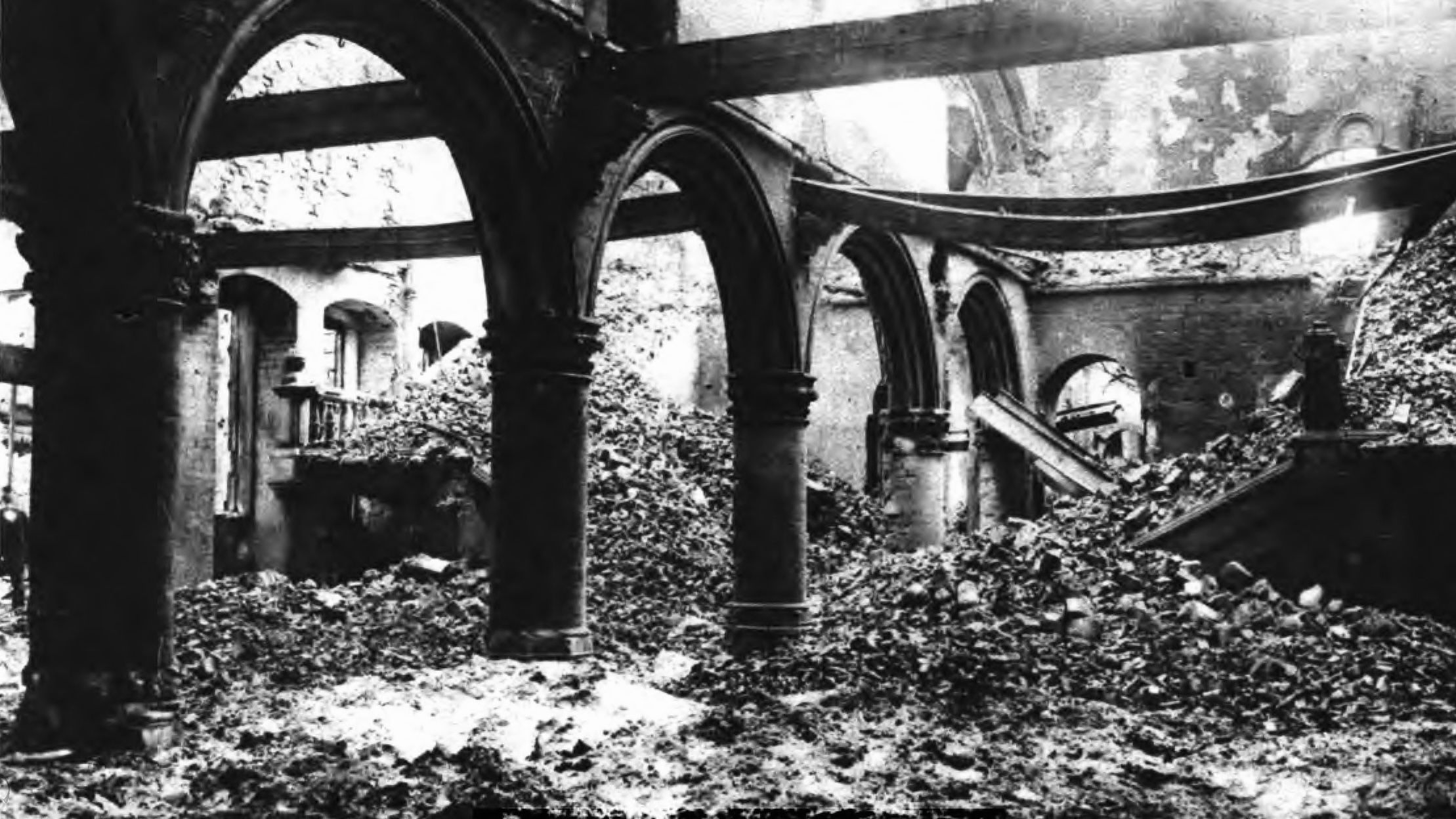
Zničená univerzitní knihovna v Lovani, 1914

Z rukopisu se zachovaly opisy a fotografie textů od žaltáře do konce knihy, z částí předcházejících jen Gen 1,1-9; chvalozpěvy z Exodu, Deuteronomia, 1 knihy Královské, celý Tóbijáš. De Ghellinckovy fotokopie začínají u Ž 37,23. Mimo evangelií však chybí texty na rubových stránkách listů, zachovány jsou jen strany lícní.

## Bible drážďanská v původní podobě
Bible drážďanská nebyla úplná ani před zničením v roce 1914, některé listy chyběly.
Rukopis obsahoval obvyklé biblické knihy obsažené ve Vulgátě, dále na konci 2. Paralipomenon přidanou Modlitbu Menašeho, Po knize Nehemjáš následovala 2. kniha Ezdrášova (tj. obvykle značená 3. kniha Ezdrášova), na konci žaltáře 3 chvalozpěvy (Iz 12,1-6, Iz 38,10-20 a 1 Kr 2,1-10) s následným Atanášovým vyznáním víry. Prology byly celkem čtyři: Na začátku ke Genesis, před Matoušem předmluva ze staročeského Evangelia svatého Matouše s homiliemi, před Skutky apoštolů zvláštní předmluva překladatelova a před katolickými listy překlady jejich krátkých latinských obsahů.

## Moderní edice textu
Text dochovaných částí Bible drážďanské byl vydán péčí Vladimíra Kyase, Jaroslavy Pečírkové a jejich spolupracovníků společně s textem Bible olomoucké pod názvem Staročeská bible drážďanská a olomoucká v několika svazcích v letech 1981–2009. Faksimile fotografií z roku 1914 vydal v roce 1993 Hans Rothe v rámci série Biblia Slavica.